# Anictangium orthotrichoides
Anictangium orthotrichoides là một loài rêu trong họ Pottiaceae. Loài này được Gillies ex Grev. mô tả khoa học đầu tiên năm 1830.